# ويليام فيليبس (اقتصادي)
ويليام فيليبس (بالإنجليزية: William Phillips)‏ (و. 1914 – 1975 م) هو اقتصادي من المملكة المتحدة، ونيوزيلندا، توفي في أوكلاند، عن عمر يناهز 61 عاماً.

## التعليم
تعلم في كلية لندن للاقتصاد
.

## الخدمة العسكرية
خدم في سلاح الجو الملكي.

## جوائز
حصل على جوائز منها:

زمالة جمعية الاقتصاد القياسي ‏